# 国際箱庭療法学会
国際箱庭療法学会（こくさいはこにわりょうほうがっかい）は、1985年8月にスイスで箱庭の考案者である、ドーラ・M・カルフを中心として各国の箱庭療法に携わる学者・精神科医・臨床心理士などにより創設された学会。

## 創立メンバー
- ドーラ・M・カルフ
- マーチン・カルフ
- K・キーペンホイヤー（スイス、児童精神科医）
- 河合隼雄（臨床心理士、ユング派分析家）
- 樋口和彦
- 山中康裕（精神科医、臨床心理士）
- E・ワインリブ
- K・ブラッドウェイ
- C・ラールセン
- C・バーニィ
- A・ナヴォーネ
- P・カルドゥッチ
- J・R・メニューヒン
- D・バウマン（スイス、精神科医、顧問）